# Eritropoietina

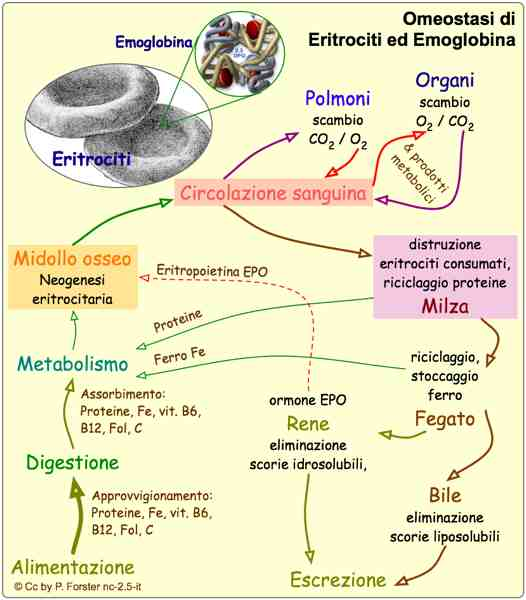
Omeostasi di eritrociti ed emoglobina

L'eritropoietina o EPO è un ormone glicoproteico prodotto negli esseri umani dai reni e in misura minore dal fegato e dal cervello, che ha come funzione principale la regolazione dell'eritropoiesi (produzione dei globuli rossi da parte del midollo osseo).
L'EPO è stata prodotta anche in laboratorio e utilizzata come farmaco per curare le anemie in pazienti affetti da malattie renali o da malattie del sangue, o per permettere un recupero più veloce dopo la somministrazione di chemioterapia nei pazienti affetti da cancro. In studi recenti è stato osservato un ruolo neuroprotettivo di EPO come agente antinfiammatorio. I range di normalità dei livelli ematici di eritropoietina sono variabili in funzione dell'età del paziente. Fino ai 16 anni si attestano solitamente su livelli più elevati (9 - 28 mU/ml) rispetto all'età adulta (4 - 10 mU/ml.).
Al di fuori delle indicazioni previste nella scheda tecnica, il farmaco è stato anche impiegato come sostanza dopante sfruttando la sua capacità di aumentare il numero di eritrociti anche in soggetti sani come gli atleti al fine di aumentare il trasporto di ossigeno ai tessuti, specie a quello muscolare scheletrico e cardiaco, e di migliorare quindi la prestazione sportiva.

## Storia
Già nel XIX secolo era stata osservata la capacità di produrre una maggiore quantità di globuli rossi da parte di soggetti che vivevano in ambienti poveri di ossigeno, ad esempio in altitudini elevate.
L'esistenza di un ormone in grado di regolare la produzione di eritrociti da parte del midollo osseo fu ipotizzata nel 1906 da Paul Carnot, professore dell'Hôtel-Dieu di Parigi e dalla sua assistente Camille Deflandre. La sostanza fu chiamata emopoietina.
Negli anni quaranta le ricercatrici finlandesi Bonsdorff e Jalavisto, continuando gli studi sui globuli rossi, diedero a questa sostanza il nome di eritropoietina. Pochi anni dopo Kurt Reismann dimostrò che il rene era la sede principale di produzione di questa sostanza, ma solo nel 1977 Takaji Miyake riuscì a estrarre la molecola dalle urine di un paziente con anemia aplastica.
Nel 1983 fu possibile identificare e clonare il gene produttore dell'eritropoietina, dando il via alla sperimentazione su animali e poi sull'uomo, e fu dimostrata la sua efficacia nel correggere alcuni tipi di anemia.

## Fisiopatologia
L'eritropoietina è una molecola glicoproteica del peso di circa 34 000 dalton. Durante la vita fetale è prodotta principalmente dal fegato, mentre negli adulti è sintetizzata per il 90% dalle cellule interstiziali di tipo 1 fibroblasto-simili peritubulari localizzate nella corticale renale profonda.
L'EPO agisce a livello del midollo osseo emopoietico stimolando le cellule progenitrici eritroidi CFU-E, riducendone l'apoptosi e aumentandone la frequenza mitotica, ossia un più veloce differenziamento a proeritroblasto. Il risultato è un aumento della disponibilità di eritrociti e di emoglobina. Il maggiore stimolo alla increzione di EPO è data dalla riduzione della tensione di O2. Sono le cellule endoteliali dei capillari peritubulari della midollare del rene ad agire da sensori della tensione arteriosa di ossigeno. Queste, in seguito a ipossia, inducono i fibroblasti peritubulari a produrre e rilasciare l'ormone nel circolo sistemico, ormone che va ad agire a livello del midollo osseo emopoietico. Si rende quindi disponibile un numero maggiore di eritrociti che possono veicolare più ossigeno aumentando la tensione di O2 circolante: il meccanismo a feedback vede quindi una riduzione nel rilascio renale di eritropoietina. Nei pazienti nefropatici con insufficienza renale cronica la produzione di eritropoietina si riduce e contribuisce a spiegare la tendenza alla condizione anemica di questi soggetti.

## Utilizzo clinico dell'eritropoietina come farmaco
Negli anni 1970 - 1990 l'unica opzione terapeutica all'anemia dei pazienti con insufficienza renale cronica era fornita dalle emotrasfusioni.
Finalmente dal 1989 l'EPO è stata resa disponibile come farmaco per i pazienti anemici in emodialisi. Successivamente il suo impiego è stato esteso anche ai pazienti con insufficienza renale cronica in trattamento conservativo, contribuendo a migliorarne la qualità di vita. Il ricorso a procedure emotrasfusionali in questo tipo di pazienti si è di conseguenza molto ridotto. La produzione farmaceutica di eritropoietina si realizza con la metodica del DNA ricombinante: viene cioè inserito il segmento di DNA umano posto nel braccio corto del cromosoma 7 che codifica per la sintesi dell'EPO nel DNA di una cellula ovarica dell'hamster cinese (un criceto). Queste cellule ovariche possono quindi produrre in laboratorio in opportuni bioreattori grandi quantità della molecola.

## Gli ESA
Tutti i farmaci stimolanti le cellule eritroidi immature vengono definiti come ESA (Erythropoietic Stimulating Agents).
Nel corso degli anni novanta erano disponibili in Italia due tipi di eritropoietina ricombinante: l'EPO α (nome commerciale in Italia Eprex) e l'EPO β (NeoRecormon), praticamente identiche all'EPO umana. Erano composte da 165 aminoacidi, con una struttura glucidica leggermente diversa tra loro e la somministrazione poteva essere sia endovenosa sia sottocutanea con una frequenza che poteva variare da 1 a 3 volte alla settimana.
L'EPO δ (Dynepo), simile alle precedenti è stata commercializzata in altri paesi mentre non è mai entrata in commercio in Italia.
Nel 2001 la FDA (Food and Drug Adminstration) statunitense ha acconsentito alla commercializzazione di una molecola eritropietinica modificata nella sua componente glucidica, arricchita di residui di acido sialico che ne hanno prolungato l'emivita sia nella somministrazione endovenosa sia in quella sottocutanea. Questa molecola è nota come Darbepoetina α (Aranesp). Il suo impiego ha consentito di ridurre la frequenza delle somministrazioni a una volta ogni una o due settimane semplificando la vita del paziente con malattia renale.
Di recente è stato messo in commercio in Italia il C.E.R.A. (Continuous Erytropoiethin Receptors Activator) o Metossipolietinglicole Epoetina β con nome commerciale di Mircera. La struttura proteica è sempre analoga a quella umana, molto diversa la componente glucidica e il numero di residui di acido sialico è più elevato. Queste modifiche nella parte non proteica hanno consentito di allungare l'emivita del farmaco a 135 ore se somministrata per via endovenosa e a 139 ore se somministrata per via sottocutanea. Nei pazienti mai trattati in precedenza con E.S.A. si parte con una somministrazione ogni 2 settimane: una volta raggiunti i livelli di Emoglobina targets (Hb 11 - 12 g/dL) si passa alla somministrazione mensile. Nei pazienti già trattati con altri E.S.A. e passati in Mircera la somministrazione è mensile. L'impiego di tutti i farmaci E.S.A. nei pazienti nefropatici non ha lo scopo di normalizzare i valori di Emoglobinemia, ma di raggiungere un target considerato ottimale compreso tra 11 e 12 g/dL. Si è visto infatti che morbilità e mortalità aumentano in modo esponenziale tanto più ci si allontana verso il basso e verso l'alto da questi valori considerati ottimali.

## Tipi di EPO per impiego medico
- Eprex (conosciuta come EPO α)
- NeoRecormon (conosciuta come EPO β)
- Dynepo (anche conosciuta come EPO δ)
- Aranesp (anche conosciuta come Darbepoetina)
- Mircera (anche conosciuta come EPO di terza generazione)

## Doping
L'EPO è usata in ambito sportivo come sostanza dopante: alla base di questo utilizzo, che avviene al di fuori delle indicazioni previste nella scheda tecnica, stanno la sua capacità di incrementare il numero di eritrociti anche in soggetti sani. Gli atleti possono illegalmente avvantaggiarsene per ottenere un aumento del trasporto di ossigeno ai tessuti, specialmente a quello muscolare scheletrico e cardiaco, migliorando in questo modo il livello della prestazione sportiva.
L'uso del principio attivo al di fuori delle indicazioni mediche può comportare gravi rischi per la salute. Infatti l'incremento di viscosità dovuta all'alta percentuale di eritrociti predispone l'atleta a un elevato rischio di trombi. Inoltre, nel caso degli atleti, espone gli utilizzatori e i soggetti prescrittori alle conseguenze disciplinari e giuridiche dalla messa in atto di illecito e frode sportiva che dovessero scaturire a seguito dall'accertata positività a controlli anti-doping casuali.